# Abbey Weitzeil
Abbey Weitzeil (* 3. Dezember 1996 in Valencia) ist eine US-amerikanische Schwimmerin.

## Karriere
Bei ihren ersten Kurzbahnweltmeisterschaften, 2014 in Doha, wurde Weitzeil mit der gemischten Staffel über 4 × 50 m Freistil mit Weltrekord Weltmeisterin. Außerdem gewann sie zwei Silbermedaillen mit den Staffeln über 4 × 50 m Freistil und über 4 × 100 m Freistil. Bei den Schwimmweltmeisterschaften 2015 in Kasan gewann Weitzeil durch Teilnahme an Vorläufen eine Gold- und eine Bronzemedaille.
Bei den Olympischen Sommerspielen 2016 in Rio de Janeiro gewann Weitzeil durch ihre Teilnahme am Vorlauf eine Goldmedaille mit der 4 × 100-m-Lagenstaffel. Über 4 × 100 m Freistil gewann sie eine Silbermedaille, wobei sie zusammen mit Simone Manuel, Dana Vollmer in Katie Ledecky am Finale teilnahm. Weitzeil nahm ebenfalls am Einzelfinale über 100 m Freistil teil. Dort erreichte sie den siebten Platz, während ihre Landsfrau Simone Manuel eine Goldmedaille gewann.
Während sich Weitzeil 2017 in Budapest nicht für ein Finale qualifizieren konnte, gewann sie 2019 in Gwangju zwei weitere Medaillen bei Weltmeisterschaften. Zum einen eine Goldmedaille mit der gemischten Staffel über 4 × 50 m Freistil, zum anderen eine Silbermedaille mit der Staffel über 4 × 100 m Freistil.